# 九州国際重粒子線がん治療センター
九州国際重粒子線がん治療センター（きゅうしゅうこくさいじゅうりゅうしせんがんちりょうセンター）は、佐賀県鳥栖市にある病院。重粒子線を利用してがんの治療を行う医療機関である。
通称のサガハイマット（SAGA HIMAT）は、「SAGA Heavy ion medical accelerator in Tosu」（鳥栖にある佐賀の重粒子イオン医療用加速器施設）の頭文字。

## 概要
従来、西日本に重粒子線がん治療施設がなかったことから、産学官共同プロジェクトとして本施設の建設が計画され、当時建設予定であった九州新幹線新鳥栖駅から徒歩数分という立地の現在地で計画が進められた。自治体の補助金、民間からの出資金、寄付金等で資金調達予定であったが、九州電力の経営悪化などの影響により資金が集まらず計画は難航。しかしながら最終的には2013年5月に開設された。入院病棟はなく、全て通院治療となる。入院が必要な場合は近隣の連携病院からの通院となる。前述のように運営資金に寄付金を当てていることから、個人・法人からの寄付の受付も継続して行われている。

## 沿革
- 2007年12月 - 九州先端医療がんセンター（仮称）事業推進委員会 設立[7]
- 2013年5月 - 開設
- 2013年8月 - 前立腺がん治療開始
- 2013年12月 - 頭頸部、骨軟部の治療開始
- 2014年3月 - 肺、肝臓、すい臓等の治療開始

## 診療科
- 放射線科